# نیروگاه هسته‌ای سانمن
نیروگاه هسته‌ای سانمن (به لاتین: Sanmen Nuclear Power Station) یک نیروگاه هسته‌ای در چین است که در شهرستان سانمن واقع شده‌است.